# San Benito (Cochabamba)
Pour les articles homonymes, voir San Benito.
San Benito (aussi Villa José Quintín Mendoza) est une localité du département de Cochabamba en Bolivie située dans la province de Punata. Sa population s'élevait à 2 029 habitants en 2001.